# Noriko Horiuchi
Pour les articles homonymes, voir Horiuchi.
Noriko Horiuchi (堀内 詔子, Horiuchi Noriko), née le 28 octobre 1965, est une femme politique japonaise, représentant la préfecture de Yamanashi à la Chambre des représentants du Japon pour le Parti libéral-démocrate. Elle est nommée en octobre 2021 dans le gouvernement Kishida I au poste de ministre chargée de la Promotion de la vaccination contre le Covid-19, ainsi qu'au poste de Ministre d'État chargée des Jeux olympiques et paralympiques de Tokyo, de l'héritage des Jeux et du résumé administratif des Jeux après plusieurs autres postes gouvernementaux dans le gouvernement Suga.

## Jeunesse, études et carrière pré-électorale
Horiuchi naît le 28 octobre 1965 à Isawa, dans la préfecture de Yamanashi (Fuefuki depuis 2004). Descendante d'Ōkubo Toshimichi, l'une des trois grandes figures de la restauration Meiji, elle est issue d'une famille influente dans le monde des affaires japonais, son père et son grand père dirigeant la société Fukoku Mutual Life Insurance Company (ja). Elle effectue l'intégralité de sa scolarité, puis ses études en littérature française à l'Université Gakushūin, à Tokyo.
Elle poursuit ses études en passant le concours de conservateur au Japon, et devient en 2006 la conservatrice du musée Fujiyama (ja), un musée d'art de la ville de Fujiyoshida.

## Carrière électorale

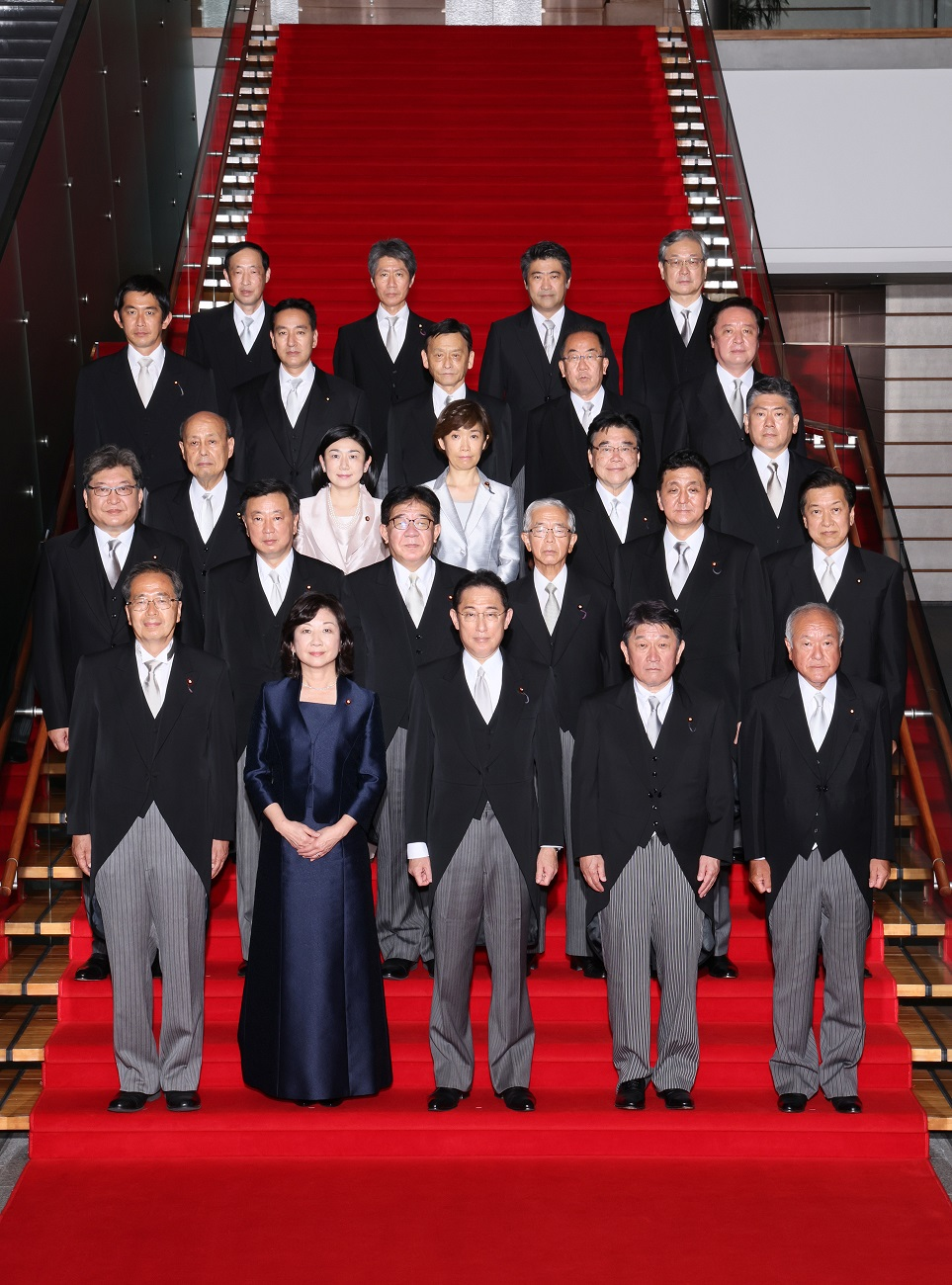
Noriko Horiuchi (au troisième rang) en 2021, au sein du nouvellement formé gouvernement Kishida.

Horiuchi se lance pour la première fois dans la politique nationale en 2012, lors des élections législatives japonaises de la même année, se présentant dans la deuxième circonscription de la préfecture de Yamanashi avec le soutien du Parti libéral-démocrate, alors que son beau-père, l'ancien ministre du commerce et ancien représentant de la circonscription Mitsuo Horiuchi (en) part à la retraite. Elle fait campagne aux côtés de Noriko Miyagawa, autre candidate dans la préfecture de Yamanashi soutenue par le PLD. Si cette dernière est élue dans la première circonscription de Yamanashi, Horiuchi perd son duel contre Kōtarō Nagasaki (en), un ancien législateur autrefois soutenu par le PLD. Elle accède néanmoins à la Diète, grâce à la relance proportionnelle. Elle rejoint rapidement le Comité de la santé, du travail et du bien-être social, par volonté de s'impliquer sur des questions du quotidien de ses électeurs.
Elle conserve son siège à l'issue des élections législatives japonaises de 2014, toujours à la relance proportionnelle, et entre au gouvernement Abe III au poste de secrétaire parlementaire chargée de la Santé, du Travail et des Affaires sociales en 2016. L'année suivante, lors des élections législatives japonaises de 2017, elle bat Kōtarō Nagasaki (en) d'une très courte avance, et devient la représentante de la deuxième circonscription de la préfecture de Yamanashi. 
Pendant plusieurs années consécutives, elle se place en tête du classement des membres du PLD ayant apporté le plus d'adhérents au parti. Elle entre en 2020 dans le gouvernement Suga, au poste de vice-ministre de l'Environnement.
En octobre 2021, elle est réélue lors des élections législatives et rejoint le gouvernement Kishida où elle occupe deux portefeuilles : celui de ministre d'État chargée des Jeux olympiques et paralympiques de Tokyo, de l'héritage des Jeux et du résumé administratif des Jeux, et celui de ministre chargée de la Promotion de la vaccination contre le Covid-19, succédant ainsi à Tarō Kōno. Elle est critiquée à ce poste par la presse japonaise et l'opposition parlementaire durant son mandat, sur son manque de qualification à ce poste et sur son approximation lors de ses différentes interventions. En mars 2022, la loi sur les mesures spéciales pour les Jeux olympiques et paralympiques de Tokyo permettant l'augmentation de la taille du Cabinet du Japon prend fin, et Horiuchi démissionne donc à la fin du mois. Si personne ne reprend ses fonctions au sein du gouvernement, ses missions relatives à la vaccination sont transférées à Hirokazu Matsuno, le secrétaire en chef du Cabinet.

## Prises de position
Comme la majorité des représentants de son parti, elle fait la promotion des Abenomics, politique économique japonaise promue par le Premier ministre Shinzō Abe, qu'elle soutient. Elle estime également que l'énergie nucléaire est nécessaire à la contribution énergétique japonaise pour le moment, même si l'armement nucléaire ne devrait pas être envisagé. En outre, elle souhaite une révision de la Constitution antimilitariste du Japon.
D'un point de vue sociétal, Horiuchi se déclare également favorable à la levée de l'interdiction japonaise sur les casinos. Inversement, elle est opposée à l'extension du droit de vote lors des élections locales aux résidents longues durées, et opposée aux tentatives de changer la loi japonaise qui impose aux conjoints de porter le même nom de famille. Elle est également favorable à la visite du sanctuaire Yasukuni, sanctuaire shinto, considéré par certains comme l'un des symboles nationalistes du Japon, mais également de son passé colonialiste, par les membres du gouvernement. Comme plusieurs personnalités du PLD et du gouvernement Abe, elle est associée au lobby révisionniste Nippon Kaigi. Elle se déclare également méfiante au regard de l'acceptation des personnes transgenres dans la société japonaise, et fait partie d'une ligue parlementaire visant à protéger certains espaces, comme les vestiaires ou les toilettes, et à les réserver à ce qu'elle considère être des femmes biologiques.
Hoiruchi défend également la revitalisation régionale et le patrimoine culturel local du Japon, notamment culinaire, et fait partie des membres fondateurs de la Ligue parlementaire de promotion de la culture ramen, qui a pour but de promouvoir les ramen locaux de tout le pays, ainsi que d'attirer les touristes en soutenant la diffusion de la cuisine japonaise.

## Vie privée
Noriko Horiuchi s'est mariée à 22 ans à Koichiro Horiuchi (ja), homme d'affaires et président de l'entreprise ferroviaire Fuji Kyuko Co, qu'elle a rencontré alors qu'elle était au lycée. Elle a deux enfants,. Elle est ainsi la belle-fille de Mitsuo Horiuchi (en), ancien ministre du commerce et de l'industrie dans le gouvernement de Sōsuke Uno. Son fils aîné est mentionné comme mari potentiel de la princesse impériale Kako, nièce de l'empereur Naruhito et petite fille de l'empereur Akihito,.
C'est une fervente joueuse de tennis, un sport qu'elle pratique depuis le lycée.